# Рух за незалежність Фарерських островів

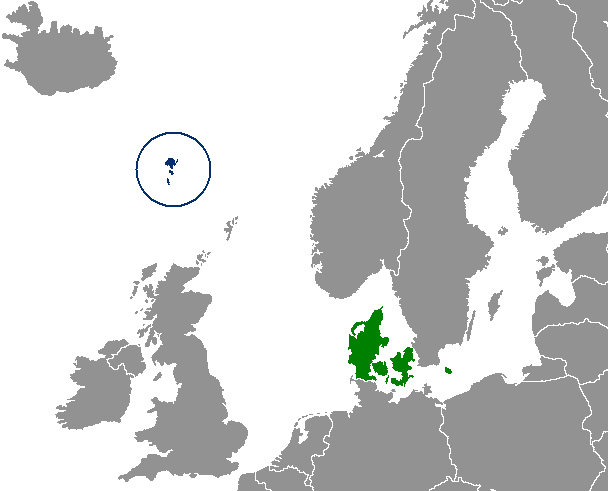

Рух за незалежність Фарерських островів (фар. Føroyska Tjóðskaparrørslan), або Фарерський національний рух (Føroyska Sjálvstýrisrørslan) — політичний рух, який прагне проголошення Фарерських островів як суверенної держави за межами Данії. Причини повної автономії включають мовний і культурний розрив між Данією та Фарерськими островами, а також їхню недостатню близькість одне до одного: від Фарерських островів близько 990 км до берегів Данії.

## Історія суверенітету

### Доданський період
Відомо, що приблизно 800 р. норвежці заселили острови. Вони вживали давньоскандинавську мову, яка еволюціонувала до сучасної фарерської мови. Вважається, що ці поселенці прибули не безпосередньо зі Скандинавії, а скоріше з норвезьких громад, що оточували Ірландське море, Північні острови та Західні острови Шотландії, включаючи Шетландські та Оркнейські острови, а також скандинавсько-гальські острови. Традиційна назва островів в ірландській мові Na Scigirí, означає «Skeggjar» і, можливо, відноситься до Eyja-Skeggjar («островобороди»), прізвисько, яке давали жителям острова.
Відповідно до «Саги про Ферейінга», Норвегію покинули емігранти, які не схвалювали монархію Гаральда I Норвезького. Ці люди заселили Фарери приблизно в кінці ІХ століття. Таким чином, офіційно вважається, що скандинавська мова та культура островів походять від ранніх норвежців. Офіційно з 1035 року до їх приєднання до Данії острови були володінням Королівства Норвегія.

### Під владою Данії

Прапор Фарерських островів був розроблений фарерськими студентами в Копенгагені в 1919 році

З 1388 року з короткими перервами острови перебувають під владою уряду Данії. Проте, при цьому до 1814 року вони весь час були частиною Норвегії. Незважаючи на те, що держава Данії та Норвегії була повністю розділена за Кільським договором 1814 року, Фарерські острови залишилися у власності Данії. Невдовзі після укладення договору було запроваджено низку дискримінаційних політик; у 1816 році разом із посадою прем'єр-міністра Фарерських островів був скасований парламент Фарерських островів Лоґтінґ. Вищезазначені посади були замінені данським посадовцями. Водночас використання фарерської мови взагалі не заохочувалося, а данська мова стала офіційною мовою регіону.
Оновлена Конституція Данії 1849 року надала фарерцям два місця в данському парламенті Ріґсдаґену. У 1852 році було відновлено Лоґтінґ з 18 членів, хоча лише як консультативний орган при данській владі.
Націоналістичний запал сягає своїм корінням у кінець ХІХ століття, створений спочатку як культурний/політичний рух, який боровся за права використання фарерської мови в школах, церкві, у засобах масової інформації та в законодавчих органах. Призначеним початком вважається Різдвяна зустріч 1888 року, яка відбулася 22 грудня 1888 року в Løgting (парламент) у Торсгавні. Активними були двоє осіб, які брали участь, були Йоаннес Патурссон і Расмус Ефферсе. Патурссон написав вірш, який Ефферсе прочитав вголос, перший рядок починається: Nú er tann stundin komin til handa, який часто цитується на підтримку руху. У вірші йшлося про збереження та турботу про фарерську мову; протягом багатьох років на Фарерських островах він став як дороговказом. Фарерська мова була заборонена для використання в фарерських державних школах як мова викладання до 1938 року, а в церкві (Fólkakirkjan) до 1939 року.
Помітну роль у націоналістичному русі відігравала студентська молодь, яка навчалася в Данії. У 1919 році фарерськими студентами в Копенгагені був розроблений прапор Фарерських островів (меркід). До його використання існували інші прапори, з якими ідентифікували себе деякі жителі Фарерських островів: один із них був із зображенням барана, а інший — із кулик-сорокою.
9 квітня 1940 року під час Другої світової війни Данія була окупована нацистською Німеччиною. Уважаючи Фарерські острови стратегічно цінними і щоб перешкодити подальшому німецькому завоюванню території Данії, Велика Британія почала військову окупацію островів. Це фактично поставило Фарерські острови до завершення війни в 1945 році під британську адміністрацію. Під британським правлінням Меркід було визнано офіційним прапором Фарерських островів, щоб влада могла розпізнати, які судна були фарерськими рибальськими човнами, а які — ворожими.

## Статус автономії
У статус-кво Фарерські острови є автономною територією Королівства Данія, що розділяє цю відмінність з Гренландією. У відповідь на зростаючі заклики до автономії 23 березня 1948 року було прийнято Закон про самоврядування Фарерських островів, який закріпив за останніми статус самоврядної країни в рамках Королівства. Закон дозволив передати уряду Фарерських островів переважну більшість внутрішніх справ, при цьому уряд Данії відповідав лише за військову оборону, поліцію, правосуддя, валюту та зовнішні справи. Фарерські острови не є частиною Європейського Союзу. Фарерські острови також мають свою національну футбольну збірну і є повноправним членом ФІФА та УЄФА.

## Політичні рішення

### Організації

Схематичне зображення спектру політичних партій на Фарерських островах.
Tjóðveldi = Республіка
Framsókn = Прогрес
Fólkaflokkurin = Народна партія
Miðflokkurin = Центральна партія
Sjálvstýrisflokkurin = Партія самоврядування
Javnaðarflokkurin = Соціал-демократична партія
Sambandsflokkurin = Союзна партія

Чотири місцеві політичні партії прагнуть незалежності від Данії: Народна партія (Hin føroyski fólkaflokkurin), Республіка (Tjóðveldi), Прогрес (Framsókn) і Партія центру (Miðflokkurin). Ці партії, охоплюючи політичні ліві та праві, посідають 17 із 33 місць у Лоґтінґу. Крім того, Партія самоврядування (Sjálvstýrisflokkurin) теж пропагує ідею суверенітету, хоча й з більш помірним запалом, ніж вищезгадані партії.

### Референдум 1946 року
14 вересня 1946 року відбувся референдум про незалежність. При дійсному підрахунку голосів 11 146, 50,74 % проголосували за незалежність, тоді як 49,26 % вирішили залишитися пов'язаними з Данією, залишивши різницю в 166 голосів між двома варіантами. Голова Логґтінґу 18 вересня проголосив незалежність; проте цей крок не визнали опозиційні партії, і 20 вересня він був анульований Данією. Король Данії Крістіан X згодом розпустив Лоґтінґ; його було швидко замінено на парламентських виборах, що відбулися 8 листопада, і тепер зберігають більшість партії, які виступають за союз із Данією.

### Конституційна криза
Уряди Данії та Фарерських островів постійно сперечалися щодо кардинального перегляду конституції Фарерських островів, де багато положень суперечили положенням Данії. Конфлікт досяг апогею в 2011 році, коли тодішній прем'єр-міністр Данії Ларс Льокке Расмуссен заявив, що нові правки не можуть збігатися з конституцією держави. Расмуссен запропонував фарерцям два варіанти: відокремитися або скасувати гіпотетичну конституцію. Прем'єр-міністр Фарерських островів Кай Лео Йоганнесен заявив, що вони розпочнуть новий проект конституції та залишаться в Данії.

## Занепокоєння економічною життєздатністю
—Høgni Hoydal, Faroese MP and leader of the Republic Party.
Незважаючи на те, що вони користуються значною автономією від Данії, Фарерські острови все ще регулярно покладаються на 99,8 мільйонів доларів США державних субсидій, щоб підтримувати стабільність своєї економіки;  у 1992 році банківський спад на 25 % привів економіку до періоду стагнації, а 15 % населення перемістилися в материкову Данію. Фінансова підтримка уряду Данії займає 4,6 % валового внутрішнього продукту Фарерських островів і становить 10-12 % державного бюджету.
Норвезька нафтогазова компанія Equinor зацікавилася перспективами видобутку нафти у водах біля Фарерських островів і розпочала пошуково-розвідувальну операцію вартістю 166,46 мільйонів доларів США. ExxonMobil і Atlantic Petroleum також мають частки в бурових платформах, які встановлюються у водах Фарерських островів. Якщо ці операції увінчаються успіхом і знайдуть щедрі прогнозовані обсяги нафти (568 500 доларів США на кожного жителя з 49 000 населення Фарерських островів), перспектива незалежності може отримати новий поштовх.